# Collège François-de-Laval
Ne doit pas être confondu avec Petit Séminaire diocésain de Québec.

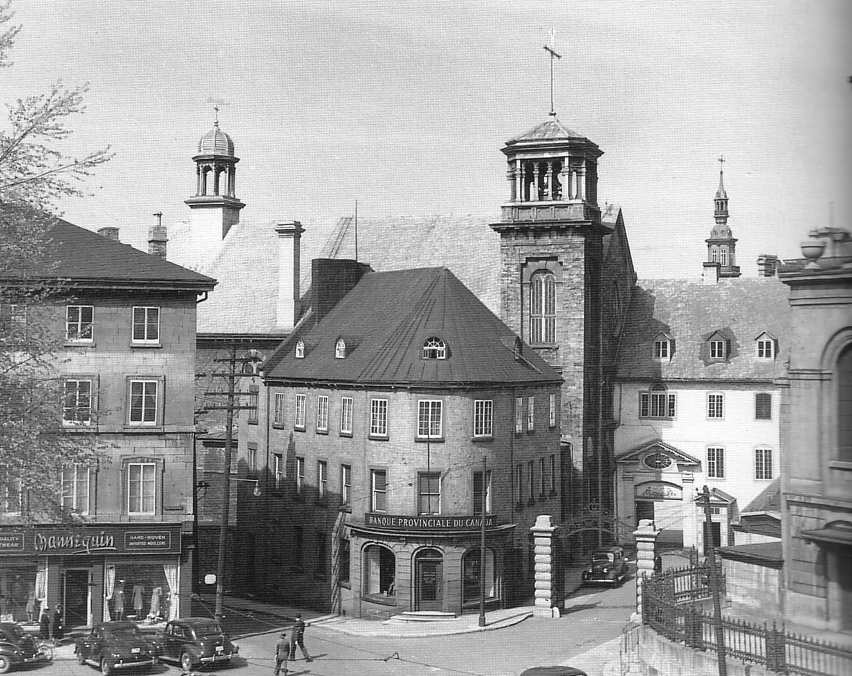
Entrée du Petit Séminaire de Québec, 1945. On voit l'aile de la Congrégation traversée par la porte cochère, et la chapelle extérieure à sa gauche.

Le Collège François-de-Laval (appelé jusqu'en 2011 le Petit Séminaire de Québec) est une école secondaire privée de Québec située dans le Vieux-Québec. Elle a été fondée en 1668 par François de Montmorency-Laval. Jusqu'en 1763 environ, ce n'était pas une école mais plutôt une résidence vocationnelle pour ceux qui souhaitaient entrer au Grand Séminaire. Après la Conquête, le Petit Séminaire devient un collège en remplaçant le Collège des Jésuites, transformé en caserne. Le Petit Séminaire devint ainsi un des premiers collèges classiques au Canada.
Il est dirigé par Mélanie Champagne et la directrice des services pédagogiques, Carole Tremblay.
En mars 2011, le Petit Séminaire de Québec devient le Collège François-de-Laval. Le Collège est membre de la Fédération des établissements d'enseignement privés du Québec.

## Histoire

### Période française (1668-1765)
Ayant fondé le Séminaire de Québec, une communauté de prêtres, en 1663, Monseigneur de Laval entreprend cinq ans plus tard de créer un petit séminaire pour accueillir des jeunes Hurons et ainsi les franciser tel que le souhaitaient Louis XIV et son ministre Colbert. La nouvelle fondation avait aussi pour but de préparer des candidats au sacerdoce en accueillant des enfants des colons français. Mgr de Laval espérait ainsi que le contact entre les jeunes Français et Amérindiens aideraient ces derniers à s'adapter. Cette expérience de francisation se révèle cependant un échec: des six Hurons qui furent parmi les premiers pensionnaires du Petit Séminaire, un seul, Joseph Oskichiandes, est resté quatre ans et demi.
Pendant toute la période française les pensionnaires du Petit Séminaire suivent les cours du Collège des Jésuites situé tout près, à l'emplacement actuel de l'Hôtel de ville de Québec. Les premiers séminaristes étaient logés dans une maison, qui fait place en 1677 à un édifice neuf situé près de la Basilique de Québec. L'abbé Louis Ango de Maizerets prend la direction du Petit Séminaire, et y reste jusqu'à sa mort survenue en 1721.
Selon une étude d'un historien, Mgr Amédée Gosselin, on relève les noms de 867 élèves qui ont résidé au Petit Séminaire durant la période française, dont 198 ont complété leurs études. De ceux-ci, 118 sont devenus prêtres ou religieux, les 80 autres choisissant d'autres professions.
Le Petit Séminaire subit deux incendies au XVIIIe siècle, en plus de lourds dégâts subis au cours de la Guerre de la Conquête. Les bâtiments sont reconstruits à chaque fois.

### Après la Conquête
C'est à la demande de Mgr Briand, grand vicaire et futur évêque de Québec, que le Séminaire de Québec accepte de reprendre l'enseignement donné jusqu'alors par les Jésuites. En effet les militaires britanniques occupent leur collège et leur refusent le recrutement. Les bâtiments furent restaurés, et en 1765 les élèves, au nombre de 28 dont 15 pensionnaires, sont de nouveau accueillis au Petit Séminaire. Cette fois cependant, l'institution est une véritable école, donnant le cours classique et formant autant des laïcs que des prêtres.

## Élèves célèbres

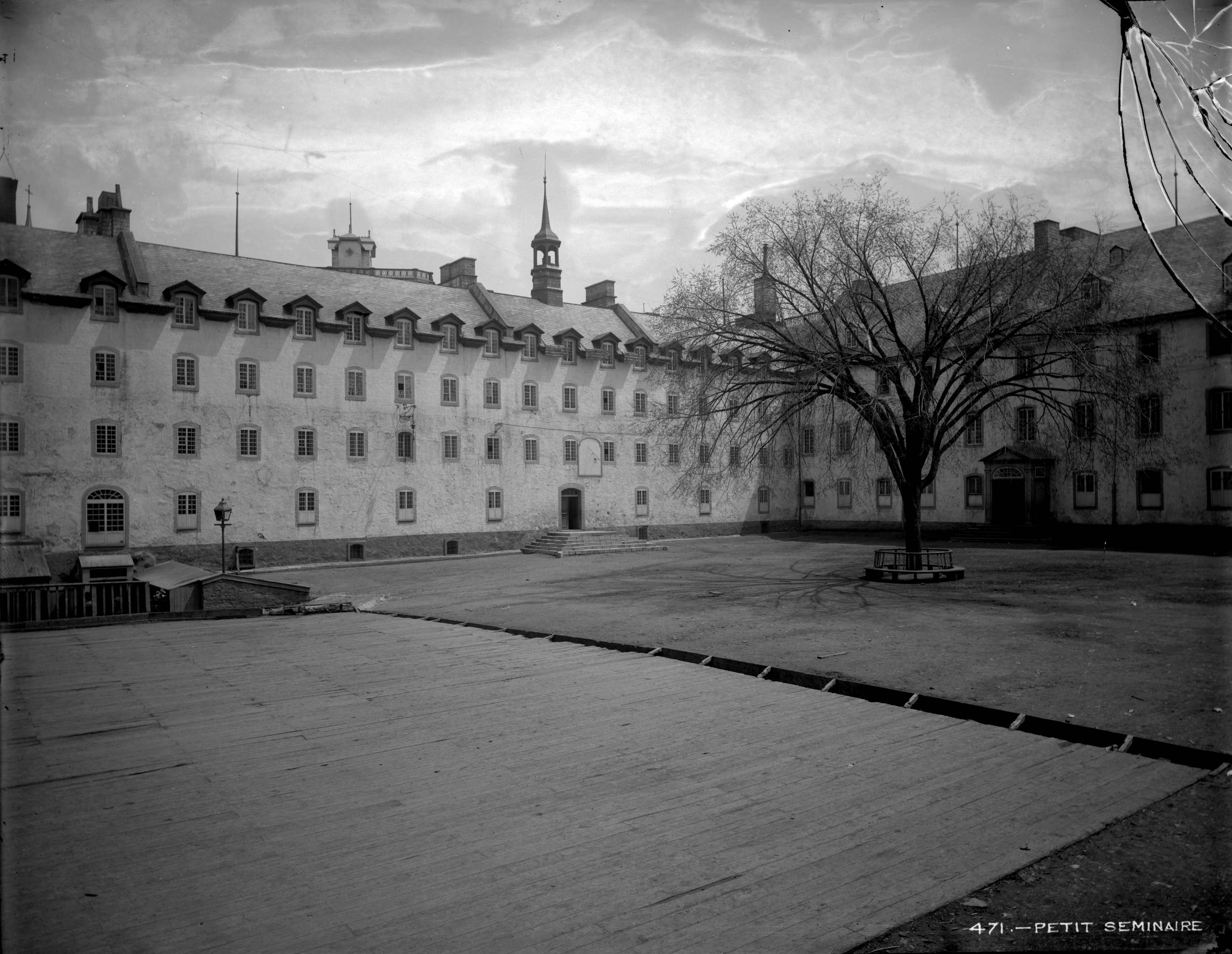
Petit Séminaire, vers 1900.

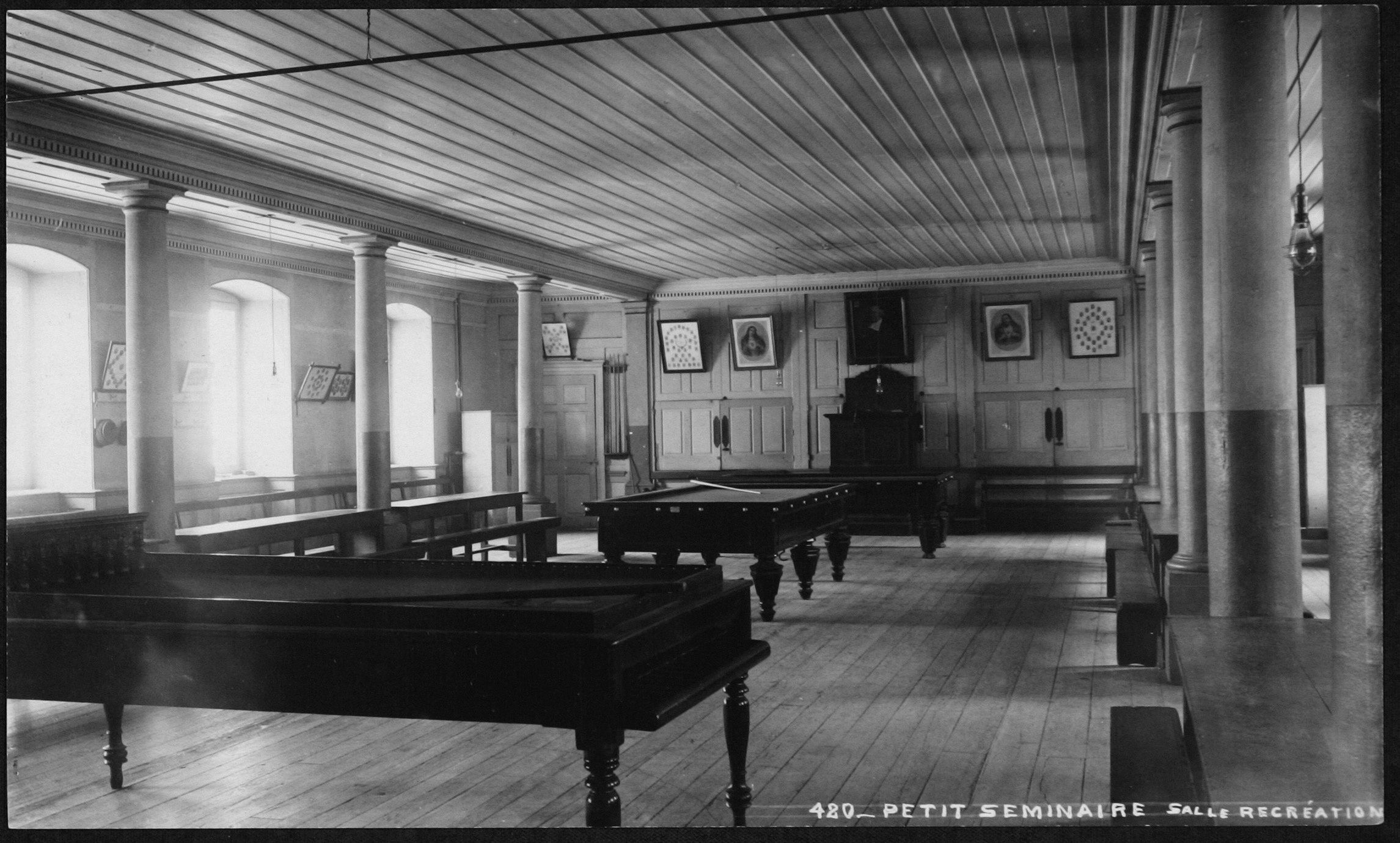
Petit Séminaire, salle de récréation, vers 1900.

### XVIIIesiècle
- François Baillairgé, architecte, peintre et sculpteur
- Amable Berthelot, avocat et homme politique
- Michel-Amable Berthelot Dartigny, avocat et homme politique
- Joseph Gueguen, marchand et juge de paix
- Joseph Papineau, notaire et homme politique
- François Blanchet, médecin et homme politique

### XIXesiècle
- Philippe Aubert de Gaspé, écrivain
- Louis-Nazaire Bégin, archevêque et cardinal
- Narcisse-Fortunat Belleau, lieutenant-gouverneur du Québec
- René-Édouard Caron, lieutenant-gouverneur du Québec
- Louis-Napoléon Casault, avocat et homme politique
- Pierre-Joseph-Olivier Chauveau, premier Premier ministre du Québec
- Edmund James Flynn, premier ministre du Québec
- Louis-Honoré Fréchette, poète et écrivain
- Pamphile Le May, écrivain
- Augustin-Norbert Morin, premier ministre du Canada-Uni
- Louis-Joseph Papineau, homme politique
- Étienne Parent, journaliste et homme politique
- Adjutor Rivard, juge et linguiste
- John Jones Ross, premier ministre du Québec
- Camille Roy, prêtre, critique littéraire et recteur de l'Université Laval
- Elzéar-Alexandre Taschereau, archevêque de Québec et le premier cardinal né au Canada
- Henri-Elzéar Taschereau, juge en chef de la Cour suprême du Canada
- Henri-Thomas Taschereau, juge et homme politique
- Louis-Alexandre Taschereau, premier ministre du Québec
- Joseph Vézina, chef d'orchestre

### XXesiècle
- Pierre Auger, acteur
- Alain Beaulieu, écrivain
- Sylvie Bernier, athlète olympique de plongeon
- Jean-Charles Bonenfant, journaliste et bibliothécaire québécois
- Ludovic Boney, artiste sculteur
- Chrystine Brouillet, écrivaine
- Robert Cliche, juge et homme politique
- Adrien Pouliot, ingénieur et mathématicien
- Alexandre Cloutier, homme politique
- Claude Cossette, spécialiste de la publicité et écrivain québécois
- Jean-Guy Couture, évêque
- Thomas De Koninck, philosophe et professeur
- Fernand Dumont, écrivain, sociologue et philosophe québécois
- Jean-Berchmans Gagnon, architecte
- Richard Garneau, journaliste sportif
- Guillaume Girard, acteur
- Philippe Hamel, homme politique
- Yves Jacques, acteur
- Arthur Leblanc, violoniste
- Francis Leclerc, cinéaste
- Martin Léon, musicien et compositeur
- Mario Malouin, scénariste et dessinateur de bande dessinée
- Gérard Picard, syndicaliste
- Jean Paré (journaliste)
- Luc Plamondon, parolier
- Louis-André Richard, professeur de philosophie
- Anne Vallée, biologiste
- Adrien D. Pouliot, politicien et ancien chef du Parti Conservateur du Québec
- Jean Lesage, avocat et Premier ministre du Québec de 1960 à 1966
- Christian Dubé, comptable, homme d'affaires et homme politique québécois, ministre de la Santé

## Sources et références
- Gilles Bureau, « Le Petit Séminaire de Québec 1668-2008 », L'Abeille, Québec, Amicale du Petit Séminaire de Québec, vol. 55, no 2,‎ 2008, p. 17-20